# Uoto
Uoto (in giapponese 魚豊?; 29 maggio 1997) è un fumettista giapponese noto soprattutto per il manga Il movimento della Terra (Chikyū no undō ni tsuite).

## Biografia
Sin da bambino si appassiona al disegno. Durante il primo anno delle scuole medie scopre l'anime Bakuman che gli rivela il processo di diventare mangaka, spingendolo a iniziare a inviare opere a concorsi già all'età di tredici anni.
Si iscrive all'università con indirizzo filosofico, ma abbandona gli studi dopo due anni per dedicarsi professionalmente al manga.

## Carriera
Debutta nel 2017 con il one-shot manga Kashaku (佳作), pubblicato su Bessatsu Shōnen Magazine dopo l'inserimento al concorso per nuovi talenti della Weekly Shōnen Magazine.
Successivamente lavora come assistente per Kindaichi Shōnen no Jikenbo Gaiden: Hannin-tachi no Jikenbo.
Tra il 2018 e il 2019 serializza Hyakuemu. (ひゃくえむ。) sulla piattaforma Magazine Pocket di Kodansha.
Nel 2020 passa alla rivista Weekly Big Comic Spirits di Shogakukan, dove inizia Chi.: Chikyū no undō ni tsuite, manga ambientato nel XV secolo incentrato sulla teoria eliocentrica.
Nel 2022 riceve il Premio culturale Osamu Tezuka e il Premio Seiun nel 2023.
Tra il 2023 e il 2024 pubblica Yōkoso! FACT (Tōkyō S-ku Daini Shibu) su Manga ONE e Ura Sunday.
Nel 2025 inizia a collaborare come autore del soggetto per Dr. Muscle Beetle , illustrato da Komachi.

## Opere

### Serie
- Hyakuemu (Centometri) - (2018 - 2019)
- Chi: Chikyū no undō ni tsuite（Il movimento della terra) - (2020 - 2022)
- Yōkoso! FACT (Tōkyō S-ku Daini Shibu) - (Benvenuti! al FACT! - Seconda Sezione del Distretto S di Tokyo) (2023–2024)
- Dr. Massuru Bītoru  (Dr. Muscle Beetle ) (2025 - )

### Oneshot autoconclusivi
- Panchi Rain - Punchline (2016)
- Hyakuemu (100'M) - Cento metri (2017)
- Kashaku (2017)
- Shittō (Ope) - Intervento chirurgico (2017)

## Premi e riconoscimenti
- Premio culturale Osamu Tezuka, Manga Grand Prize (2022)
- Premio Seiun, Sezione Manga (2023)
- Forbes JAPAN 30 UNDER 30, Categoria Entertainment & Sports (2024)[11]

## Influenze
Il suo nome d'arte deriva dal pesce preferito dell'autore, il pesce hamo (鱧), conosciuto anche come daggertooth pike conger o Muraenesox cinereus, una specie di anguilla marina molto apprezzata nella cucina tradizionale giapponese.
Ha dichiarato di essere stato influenzato dalle opere di Friedrich Nietzsche e dal comico giapponese Daigo del duo Chidori.
Tra i manga che hanno ispirato la sua carriera si trovano: Kiseijū, Ping Pong, Yamikin Ushijima-kun, Kaiji, Death Note, Ajin.